# Соловйов Сергій Олександрович (футболіст)
Сергій Олександрович Соловйов (рос. Сергей Александрович Соловьёв, нар. 24 лютого (9 березня) 1915, Сокіл — пом. 11 лютого 1967, Москва) — радянський футболіст та хокеїст, що грав на позиції нападника. По завершенні ігрової кар'єри — футбольний тренер. Заслужений майстер спорту СРСР.
Як футбольний гравець насамперед відомий виступами за «Динамо» (Москва), за яке провів десять сезонів, допомігши за цей час клубу тричі стати чемпіоном країни. Грав також в хокей з м'ячем (чемпіон СРСР 1951 і 1952 років) і в хокей із шайбою (чемпіон СРСР 1947 року).

## Футбольна кар'єра
У дорослому футболі дебютував 1939 року виступами за «Динамо» (Ленінград), в якому провів один сезон, взявши участь у 22 матчах чемпіонату.
1940 року перейшов до клубу «Динамо» (Москва), за який відіграв 10 сезонів. У складі московського «Динамо» був одним з головних бомбардирів команди, маючи середню результативність на рівні 0,65 голу за гру першості. Він забив найбільше м'ячів у чемпіонатах СРСР з футболу 1940, 1947 і 1948 років, досі залишається найкращим бомбардиром «Динамо» у внутрішніх чемпіонатах. Соловйовим забиті ювілейні 300-й, 400-й і 500-й голи «Динамо» в чемпіонаті СРСР. У 1948 році він встановив рекорд скорострільності в чемпіонаті СРСР, забивши три голи протягом 3 хвилин. Член Клубу Григорія Федотова (7-е місце, 167 м'ячів).
Завершив кар'єру футболіста виступами за команду «Динамо» Москва у 1952 році

## Кар'єра тренера
Після закінчення кар'єри футболіста в 1954–1967 роках тренував юнацькі та молодіжні команди «Динамо» (Москва). Досвід тренерської роботи обмежився цим клубом.
Помер 11 лютого 1967 року на 52-му році життя у місті Москва. Похований на Головинському кладовищі столиці.

## Титули і досягнення
- Чемпіон СРСР з футболу (3): 1940, 1945, 1949;
- Срібний призер чемпіонату СРСР з футболу (4):1946, 1947, 1948, 1950;
- Бронзовий призер чемпіонату СРСР з футболу: 1952;
- Найкращий бомбардир чемпіонату СРСР з футболу: 1940 (21), 1947 (14), 1948 (25)
- Чемпіон СРСР з хокею: 1947
- Чемпіон СРСР з хокею з м'ячем (2): 1951, 1952